# La Grande Évasion (histoire militaire)
Ne doit pas être confondu avec la Grande Évasion de l'Oflag XVII-A.
Pour les articles homonymes, voir La Grande Évasion.
La Grande Évasion est le nom donné ultérieurement à une évasion en masse de 76 pilotes et autres membres d'équipages d'avions des Alliés de la Seconde Guerre mondiale (sauf l'Union soviétique). L'événement eut lieu au camp de prisonniers de guerre de l'Allemagne appelé Stalag Luft III, situé près de la ville de Żagań (en allemand Sagan), en Pologne, dans la nuit du 24 au 25 mars 1944. La préparation, l'évasion elle-même et ses conséquences sont décrites dans le livre de non-fiction The Great Escape (La Grande Évasion) paru en 1950, de l'écrivain australien Paul Brickhill, lui-même ancien prisonnier et participant aux préparatifs de l'évasion. Son livre est à la base du scénario du film américain  La Grande Évasion de John Sturges.
Le camp Luft III fut construit en mars 1942 pour les officiers et les sous-officiers de l'aviation faits prisonniers, qui partaient en mission depuis la Grande-Bretagne. La plupart étaient du Commonwealth britannique (Royaume-Uni, Canada, Australie, Nouvelle-Zélande, Afrique du Sud) mais il y avait aussi des Américains, ainsi que certains réfugiés en Grande-Bretagne de pays occupés par l'Allemagne : France, Pologne, Tchécoslovaquie, Norvège, Lituanie, Belgique, Pays-Bas, Grèce. Le camp était conçu pour prévenir les évasions, parce qu'il y avait eu beaucoup de tentatives d'aviateurs d'autres camps. On amena aussi au Luft III des prisonniers qui s'étaient déjà évadés, certains plus d'une fois, mais avaient été repris, comme le commandant d'escadrille Roger Bushell, qui s'était évadé deux fois, n'étant repris la deuxième fois qu'à Prague, où il s'était caché pendant huit mois,.

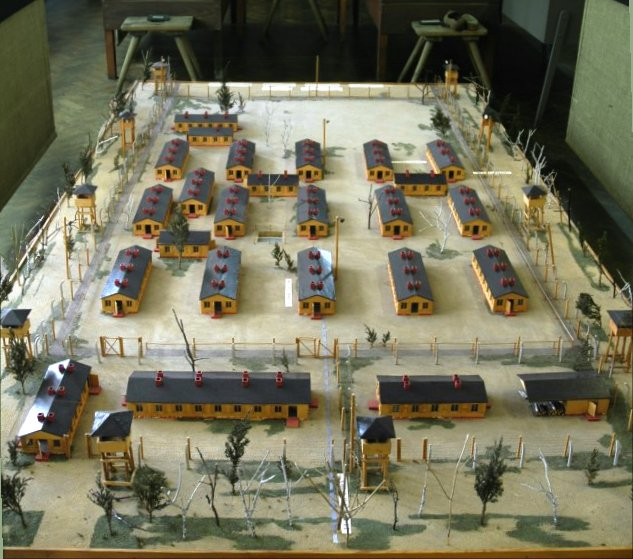
Maquette du sous-camp nord du Stalag Luft III.

## Préparatifs de l'évasion

### Conditions des préparatifs
Les préparatifs furent facilités par le fait que les Allemands respectaient dans ses grandes lignes la troisième convention de Genève de 1929 concernant le traitement des prisonniers de guerre, dans le cas des Alliés occidentaux. Ainsi, les prisonniers de Luft III n'étaient pas obligés de travailler, n'étaient pas affamés, recevaient des colis par l'intermédiaire de la Croix-Rouge, portaient leurs propres uniformes, étaient libres de circuler à l'intérieur du camp, pouvaient envoyer et recevoir des lettres, avaient une baraque aménagée en bibliothèque et une en théâtre, pouvaient pratiquer des sports. Les prisonniers respectaient la hiérarchie de leurs armées et l'autorité du prisonnier officier au grade le plus élevé, qui les représentait auprès du commandement du camp. Les prisonniers qui tentaient de s'évader sans réussir ou qui s'évadaient et étaient repris, ne subissaient, conformément à la Convention de Genève, qu'une sanction disciplinaire. Au Luft III, cela consistait en deux semaines d'isolement dans la prison du camp.
La situation des prisonniers du Luft III était même meilleure que dans d'autres camps, parce que son personnel appartenait à la Luftwaffe. Le colonel commandant du camp et le colonel Herbert Massey (en), l'officier au grade le plus élevé parmi les prisonniers, se respectaient mutuellement et il y avait même entre eux une relation d'amitié, dans les limites des conditions de guerre. Selon l'écrivain britannique Guy Walters (en), le commandant du camp était antinazi et veillait à ce que la Convention de Genève soit respectée.
Un ancien prisonnier du camp, cité par Tim Carroll, journaliste et producteur de télévision britannique, affirmait après la guerre que le commandant était correct et leur permettait de passer le temps dans de bonnes conditions, pour qu'ils ne soient pas tentés de s'évader. On leur apportait même des films britanniques et américains,. L'adjoint du commandant, professeur dans la vie civile, organisait des cours d'allemand et des examens, dont les résultats étaient transmis à des universités d'Angleterre, pour qu'ils y soient enregistrés.
Certains militaires allemands aidaient les prisonniers à s'évader. Quelques-uns étaient antinazis, dont le caporal Eberhard Hesse. Ce dernier initia de lui-même des relations avec les prisonniers qui préparaient leur évasion, les persuada de son antinazisme et les aida beaucoup, sans accepter de récompense. Il leur prêta sa pièce d'identité pour qu'elle soit copiée, leur apporta des vêtements civils, des documents, des pièces de radiorécepteur, de l'argent, des cartes d'alimentation, des cartes et même des informations à caractère militaire à transmettre aux Alliés. Il avait des relations avec des civils allemands antinazis qu'il coopta dans l'aide aux prisonniers. Hesse avait quatre autres camarades antinazis qui y contribuaient.

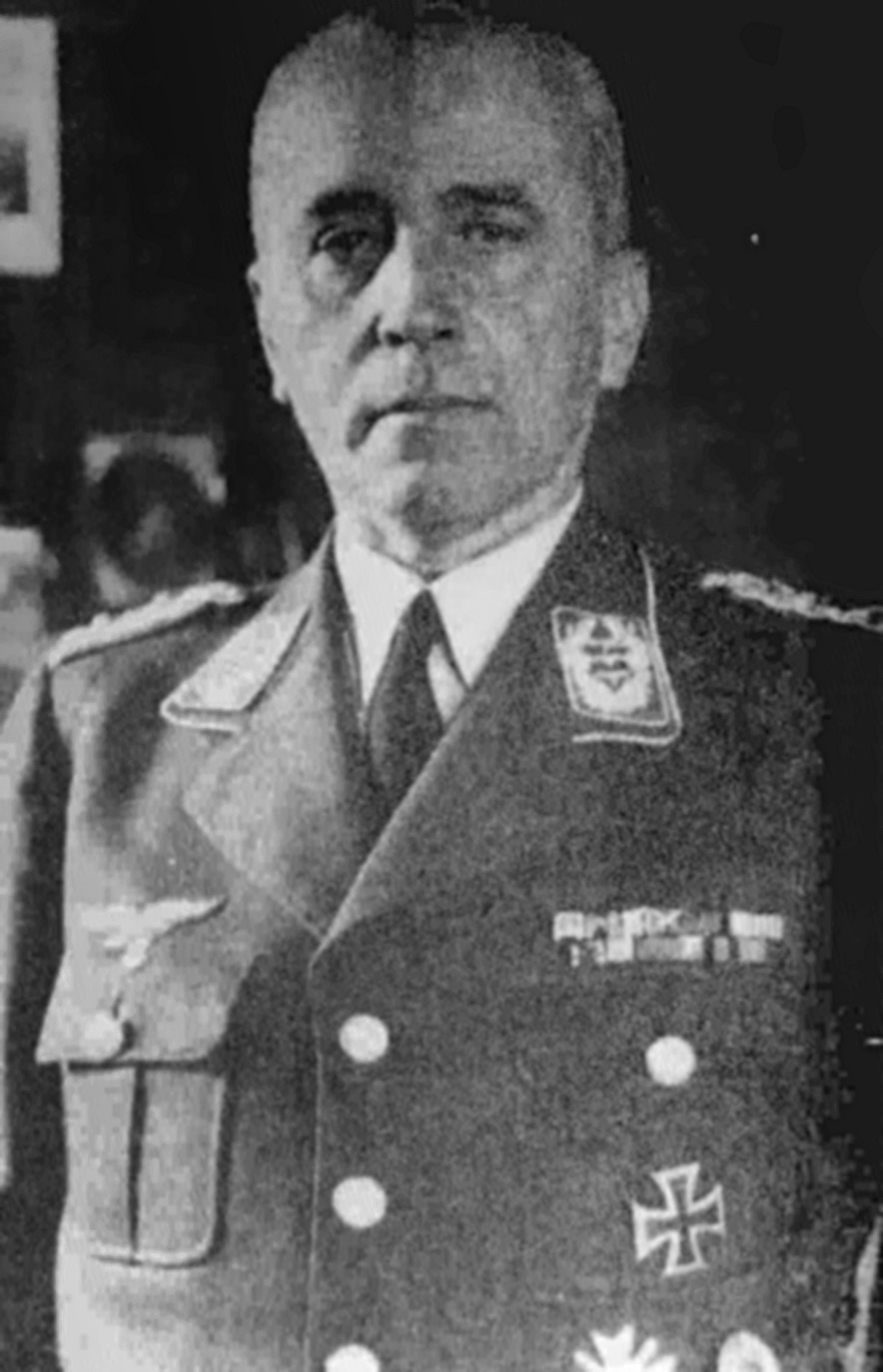
Le colonel Friedrich Wilhelm von Lindeiner-Wildau, commandant du camp.

Même s'ils n'étaient pas antinazis, certains militaires allemands du camp étaient conscients de ce que la guerre était perdue pour l'Allemagne et cherchaient à avoir de bonnes relations avec les prisonniers, pour que ceux-ci les aident éventuellement après la guerre.
Une autre méthode permettant de se procurer ce qui était nécessaire pour l'évasion était la corruption de certains militaires allemands avec des biscuits, du sucre, du cacao, du chocolat, du café, du thé, des conserves de viande, du raisin sec, du savon et des cigarettes reçus par l'intermédiaire de la Croix-Rouge tous les dix à quatorze jours, denrées auxquelles les Allemands avaient difficilement accès dans les conditions de pénurie qui caractérisaient l'Allemagne à l'époque,. Une équipe de prisonniers était chargée de trouver de tels militaires. Ils se liaient d'amitié avec eux et les persuadaient de les aider.
Le chantage non plus n'était pas exclu. Par exemple, le contact d'un caporal persuada celui-ci de lui procurer des tenailles qu'il paya cher avec du chocolat, lui fit signer un reçu en lui disant qu'il devait décompter le chocolat auprès de ses camarades de baraque, et, par la suite, le fit chanter avec le reçu. Ainsi obtint-il de lui des formulaires de permis, de l'argent, des outils, des cartes, des boutons et des insignes d'uniformes allemands, et même un appareil photo avec les matériaux nécessaires.
Avec les pièces reçues, des prisonniers construisirent un radiorécepteur avec lequel ils écoutaient la BBC.

### Motivations de l'évasion
Au moment de l'évasion il y avait plus de 12 000 prisonniers dans le camp. Leur grande majorité ne voulait pas s'évader, à cause du traumatisme provoqué par les circonstances de leur capture et le désir de ne plus subir de tels traumatismes, ou parce qu'ils étaient conscients de ne pas avoir les aptitudes nécessaires, ou bien qu'ils ne croyaient pas à la possibilité de parvenir chez eux. Tous savaient qu'il y avaient des préparatifs d'évasion, certains y contribuaient sans vouloir s'évader, et les autres faisaient en général attention à ce que les préparatifs ne soient pas appris par les Allemands.
Ceux qui voulaient s'évader avaient une ou plusieurs motivations. Certains ne supportaient plus le manque de liberté, voulaient simplement être dehors, surtout ceux qui étaient prisonniers depuis plusieurs années. Ils ne voulaient pas végéter dans le camp mais avoir un objectif, parce que leur moral était très bas sans objectif. Ils voyaient l'évasion comme un but en soi, et la confrontation avec les Allemands, qui cherchaient à empêcher leurs tentatives, comme une compétition sportive, bien que presque tous soient conscients de ne pas réussir à arriver en Angleterre. Il y en avait beaucoup qui croyaient devoir s'évader, que c'était même inscrit dans les règlements militaires et dans la Convention de Genève, quoiqu'une telle obligation ne soit inscrite telle quelle dans aucun document. En tout cas, ils voyaient comme au moins un devoir moral d'être aux côtés de ceux qui combattaient. Ils croyaient aussi que, surtout si elle était en masse, l'évasion était une forme de combat par le fait qu'elle détournait un grand nombre de militaires allemands de la participation à l'effort de guerre. Cette dernière raison allait s'avérer infondée. Pour trouver et reprendre les évadés, les Allemands n'amenaient pas de militaires du front, ayant assez de forces pour cela dans le pays. Pour eux, une recherche généralisée présentait même l'avantage d'arrêter plus de gens qui n'étaient pas en règle de leur point de vue, que les évadés qu'ils cherchaient.

### Organisation de l'évasion
Les prisonniers qui préparent l'évasion sont très bien organisés. Dans le camp il y a une organisation X qui s'occupe de cette question, et il y a eu plusieurs tentatives avant la Grande Évasion. Elles ont été infructueuses ou réussies, ces dernières dans le sens que les évadés sont parvenus à sortir du camp mais la plupart ont été repris par la suite.

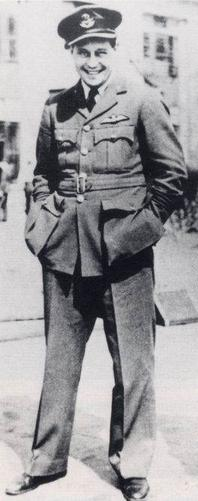
Roger Bushell, chef de l'organisation X qui a dirigé les préparatifs de l'évasion.

Dès mars 1943, Bushell, devenant chef de l'organisation X, propose un plan, approuvé par le colonel Massey. Il est prévu de creuser trois tunnels en même temps, avec l'espoir qu'au moins un ne sera pas découvert par les Allemands, et l'évasion de 200 prisonniers pour commencer. Ensuite, on fermerait le tunnel pour des évasions ultérieures de jusqu'à 600 prisonniers. On emploie des noms de code pour toute l'opération. Bushell est le Grand X et les tunnels sont nommés Tom, Dick et Harry. Il est interdit de prononcer le mot « tunnel »,. 600 prisonniers environ sont impliqués dans les préparatifs,.
L'organisation commence lorsque les prisonniers sont encore dans le sous-camp est de Luft III, près du terrain où on construit le sous-camp nord, où ils vont être transférés, et d'où ils ont l'intention de s'évader. À la demande du colonel Massey, les Allemands approuvent que des prisonniers aussi participent aux travaux. Ils font ainsi la reconnaissance des lieux, des esquisses du futur camp et ils établissent le trajet et la longueur des futurs tunnels. Ils peuvent aussi subtiliser des matériaux et des outils pour leurs préparatifs. Ils savent que la tâche sera difficile, parce que le camp a été construit à dessein sur un terrain très sablonneux,.
Les prisonniers forment plusieurs équipes coordonnées par l'organisation X, chacune dirigée par un chef. Une équipe creuse, une autre répand le sable excavé. Une autre encore fabrique en bois et en métal divers objets nécessaires pour réaliser les tunnels : des outils, des rails, des plate-formes roulantes, des pompes à air, des conduits, etc., tout cela réalisé à partir de matériaux disponibles dans le camp. Une équipe de tailleurs improvisés confectionne des vêtements civils, une autre, appelée « artistes », fabrique et multiplie des faux documents, et une autre reproduit des cartes. Une équipe importante est celle des veilleurs, qui avertissent les travailleurs quand des Allemands s'approchent d'endroits où ils pourraient découvrir quelque chose qui compromettrait l'évasion.

### Creusement des tunnels
Les prisonniers commencent à travailler aux tunnels en avril 1943, bien qu'à la même époque, le haut commandement allemand diffuse un ordre selon lequel les évadés en civil ou en uniforme allemand ne recevront pas de sanction disciplinaire mais seront jugés par la cour martiale comme espions, pouvant être condamnés à mort.
L'une des tâches complexes est la confection des trappes pour la descente dans les tunnels, masquées de façon qu'elles ne soient pas découvertes. Les prisonniers les font dans des baraques d'habitation, relativement confortables. Ils peuvent les faire seulement sous les poêles en fonte ou les lavabos, posés sur des fondations en brique, car les baraques sont surélevées et afin de créer sous le plancher un espace systématiquement contrôlé par les Allemands.
Le tunnel Dick part de la baraque 122, et on l'oriente vers l'ouest. Le tunnel Tom est commencé sous le poêle de la baraque 123 et part dans la même direction. Les entrées de ces tunnels sont le plus proche de la clôture. Le tunnel Harry part de la baraque 104 vers le nord, il doit passer sous une première clôture de barbelés, la zone administrative du camp, une deuxième clôture et un chemin, pour arriver parmi les premiers arbres du bois qui entoure le camp. Les prisonniers ont calculé que ce tunnel devait être long de plus de 100 mètres. Selon une information reçue par Guy Walters, il aura finalement presque 105 mètres. C'est le plus long mais, à cause de son trajet, il est peu probable que les Allemands soupçonnent sa construction.

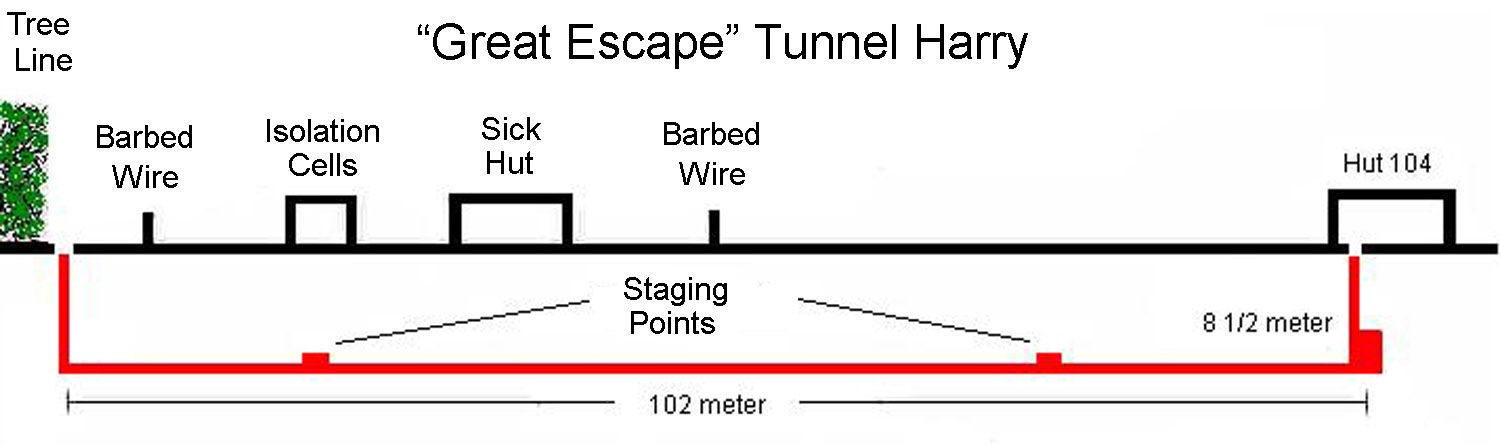
Schéma du tunnel Harry.

Les tunnels sont creusés à neuf mètres environ sous la surface, pour éviter leur détection par des sismographes dont les microphones sont placés dans la terre, et leur section est de 0,6 mètres carrés, sauf quelques endroits plus grands pour le dépôt provisoire du sable, pour des pompes à air, des ateliers et des lieux de repos. Le terrain étant sablonneux, les prisonniers doivent étayer partout les tunnels avec des planches sur des cadres. Ils utilisent pour cela des planches qu'ils se procurent dans tout le camp, en en prenant surtout sous les quelques 2 000 paillasses des couchettes de toutes les baraques du sous-camp nord. Ils font toutes sortes d'outils, surtout avec le métal de boîtes de lait en poudre qu'ils reçoivent par la Croix-Rouge.
Pour éclairer les tunnels, ils utilisent des lampes à graisse, celle-ci étant prise de la surface de leur soupe, et des mèches faites de chiffons. Ils arrivent même à avoir l'éclairage électrique dans les tunnels. Paul Brickhill relate dans son livre que celui-ci est assuré par un prisonnier ingénieur électricien qui, refaisant l'installation électrique dans toutes les baraques, vole assez de câble et d'autres équipements nécessaires pour installer dans les tunnels un éclairage qu'il relie au réseau du camp. Les prisonniers en profitent seulement la nuit, quand le réseau fonctionne dans le camp. Selon les informations détenues par Tim Carroll, l'installation est réalisée plus tard, seulement dans le tunnel Harry, avec une bobine de câble volée sous les yeux d'un électricien civil allemand qui est en train d'installer un système de sonorisation dans le camp, et qui n'ose pas rapporter le vol.
La ventilation des tunnels est assurée par des pompes à air actionnées à la main, construites avec des pièces de couchettes, des crosses de hockey, des boîtes de lait en poudre et des sacs militaires. Les conduits d'air sont faits également de boîtes de lait en poudre.
Le sable excavé est sorti en sachets cachés sous les pantalons. Un tel sachet est fait d'une serviette ou d'une jambe de caleçon long fermé en bas avec une aiguille attachée à une ficelle qui sort dans la poche du pantalon. Dans des endroits propices, l' « épandeur » tire sur la ficelle pour laisser tomber le sable. Celui-ci est répandu dans le camp ou déposé dans des jardinets faits par les prisonniers à cet effet. Le sable étant jaunâtre, il faut le mélanger au sol de la surface, qui est gris.
Le transport du sable dans les tunnels est facilité par des plate-formes roulantes. Un tel engin est formé d'une plate-forme de planches sur quatre roues en bois avec des essieux en métal, qu'on tire avec une corde sur des rails en bois, entre le lieu du creusement et le puits d'accès au tunnel. On utilise aussi ces plate-formes pour se déplacer couché dessus.
Le travail est dur. Chacune des trois baraques a douze « creuseurs » qui travaillent en trois équipes de quatre qui se relayent. Ils doivent creuser et étayer couchés. Les éboulements sont fréquents, parfois importants. En général, ils arrivent à creuser un mètre et demi environ par jour, en travaillant jour et nuit. Ils sont obligés d'arrêter le travail au moins trois fois par jour, pour être présents aux appels du matin, de l'après-midi et du soir, dans une tenue qui ne suscite pas de soupçons. Ils l'arrêtent également quand des Allemands entrent dans les baraques sensibles, le temps que ceux-ci y restent. L'équipe de sécurité a beaucoup de membres répandus dans tout le sous-camp nord et ils ont un système de signalisation pour avertir les travailleurs toutes les fois que c'est nécessaire. Quand on ne peut pas faire autrement, ils bousculent comme par hasard les Allemands qui s'approchent, ou simulent une rixe pour les arrêter en leur chemin. Ils ont aussi des complices allemands qui les avertissent de l'imminence d'un contrôle dans une baraque ou une autre.

### Fin des tunnelsTometDick
L'été 1943, les prisonniers apprennent qu'on prépare la construction d'un sous-camp séparé pour les Américains, qui jusqu'alors étaient avec les autres et dont certains participaient aux préparatifs d'évasion. S'ils sont transférés, ils ne pourront plus en profiter. C'est pourquoi il est décidé d'arrêter le travail dans les tunnels Dick et Harry et de se concentrer sur Tom, pour qu'il soit terminé avant le transfert des Américains.
Les Allemands savent par l'expérience des nombreuses évasions et tentatives antérieures que les prisonniers y pensent tout le temps, et ils se doutent qu'une nouvelle évasion est en préparation. Ils ont des soldats appelés « furets » par les prisonniers, qui s'occupent tout le temps à chercher des signes de préparatifs en faisant des rondes dans le camp, en sondant la terre avec des tiges de fer, en se cachant la nuit sous les baraques ou sous leurs toits pour écouter ce qui se passe à l'intérieur, etc.
Les prisonniers accélèrent le travail dans le tunnel Tom et deviennent moins vigilants. Les Allemands remarquent plusieurs fois du sable déposé négligemment et se rendent compte qu'on creuse un tunnel. Ils commencent fébrilement à le chercher et finalement, en septembre 1943, quand le tunnel est presque terminé, ils trouvent son entrée et sont étonnés par l'ingéniosité du travail. Des dignitaires viennent de Berlin voir le tunnel, on en prend des photos, puis on le fait sauter. Le commandant aménage une petite exposition avec les photos, pour instruire ses subordonnées en la matière.
Le creusage des tunnels Dick et Harry est repris presque tout de suite mais de nouveau interrompu, à cause des mesures de prévention anti-évasions plus sévères prises par les Allemands, et de l'approche de l'hiver. Les prisonniers abandonnent finalement le creusage du tunnel Dick mais l'utilisent en tant que dépôt et atelier.

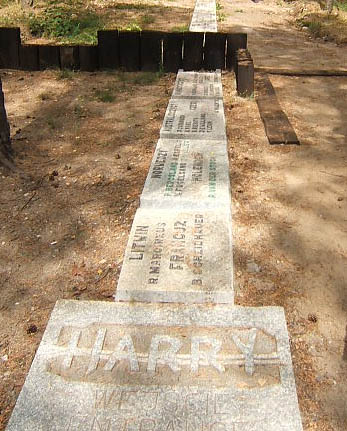
Lieu de l'entrée du tunnel Harry et son début.

Le travail sur Harry est repris le 10 janvier 1944,,. On ne peut plus répandre le sable à la surface à cause de la neige et il est déposé dans le tunnel Dick, puis dans le creux sous la baraque du théâtre,.

### Autres préparatifs
Ces activités débutent parallèlement avec le creusement des tunnels et ne cessent pas pendant les arrêts du travail aux tunnels. L'équipe des artistes réalise divers faux documents copiés sur des originaux, et des fausses lettres comme reçues par les prisonniers à des faux noms, avec des matériaux et des instruments procurés par des militaires allemands qui les aident. Certains originaux sont reçus des mêmes, d'autres sont volés à l'extérieur par des évadés repris et ramenés au camp. En hiver, certains sont volés de la partie retroussée de la manche des capotes des Allemands, copiés, puis remis là où ils étaient. Un caporal antinazi sort des documents écrits à la main, sa femme les copie à la machine à écrire et le caporal apporte les copies aux prisonniers. Un Allemand leur procure même une machine à écrire. Ils vont créer jusqu'à l'évasion environ 400 faux documents de relativement bonne qualité, certains difficiles à falsifier.
Ils font les photos d'identité avec l'appareil procuré par chantage ou avec un autre, prêté par un capitaine allemand qui développe aussi les photos, dont les prisonniers disent qu'elles sont destinées à leurs proches. Selon les informations reçues de Tim Carroll, le capitaine sait en fait à quoi elles vont servir, selon celles de Guy Walters, il s'agit seulement d'un manque de rigueur dans le respect des règles.
L'équipe des cartes géographiques multiplie celles-ci d'après les esquisses des environs dessinées selon les informations recueillies, et avec les trajets les plus indiqués vers les pays de destination, d'après des cartes originales fournies par des Allemands. Certaines cartes sont transmises par MI9, le service secret britannique d'aide aux prisonniers. Jusqu'à l'évasion, les membres de l'équipe vont réaliser quelques 4 000 exemplaires, selon certaines informations avec un miméographe construit par des prisonniers, selon d'autres par impression avec plaque de gel.
Les douze tailleurs confectionnent des vêtements civils en transformant des uniformes, ou avec du tissu reçu en colis,, ou bien fourni avec du fil et des boutons, par des Allemands. Au moment de l'évasion seront prêts 6 salopettes, 12 uniformes allemands, 200 vestes, 200 pantalons, 40 manteaux, 100 costumes, 250 casquettes, 40 cravates et 10 sacs à dos. Ils auront aussi des vêtements envoyés par le MI9.
On fait aussi des boussoles. Paul Brickhill relate dans son livre qu'un tel instrument est constitué d'un morceau de disque de gramophone pour le boîtier, une aiguille de gramophone comme pivot pour une aiguille à coudre aimantée en la frottant contre un aimant et muni d'un socle minuscule soudé dessus pour le pivot, ainsi que d'un couvercle coupé dans une vitre. Il y aussi des aiguilles magnétiques provenant du MI9. Selon des informations reçues par Tim Carroll, l'aiguille est découpée dans une lame de rasoir aimantée, et la rose des vents est dessinée sur un disque de carton avec un fin pinceau fait de cheveux. Paul Brickhill se rappelle qu'on produira 250 boussoles, selon les informations reçues par Guy Walters, 500, et il y en aura aussi douze envoyées par le MI9.
Les choses produites sont cachées dans des parois doubles, dans le tunnel Dick et sous le toit d'une baraque à latrines.
Une équipe spéciale s'occupe du recueil d'informations nécessaires à l'évasion, ayant des membres qui ont des connaissances sur l'Allemagne et les pays où veulent aller les futurs évadés, informations dont ont besoin ceux-ci et les faussaires. Ils recueillent aussi des informations militaires, ce qu'ils nieront après la guerre, cela étant en fait une activité d'espionnage qui contrevient à la Convention de Genève.

## L'évasion

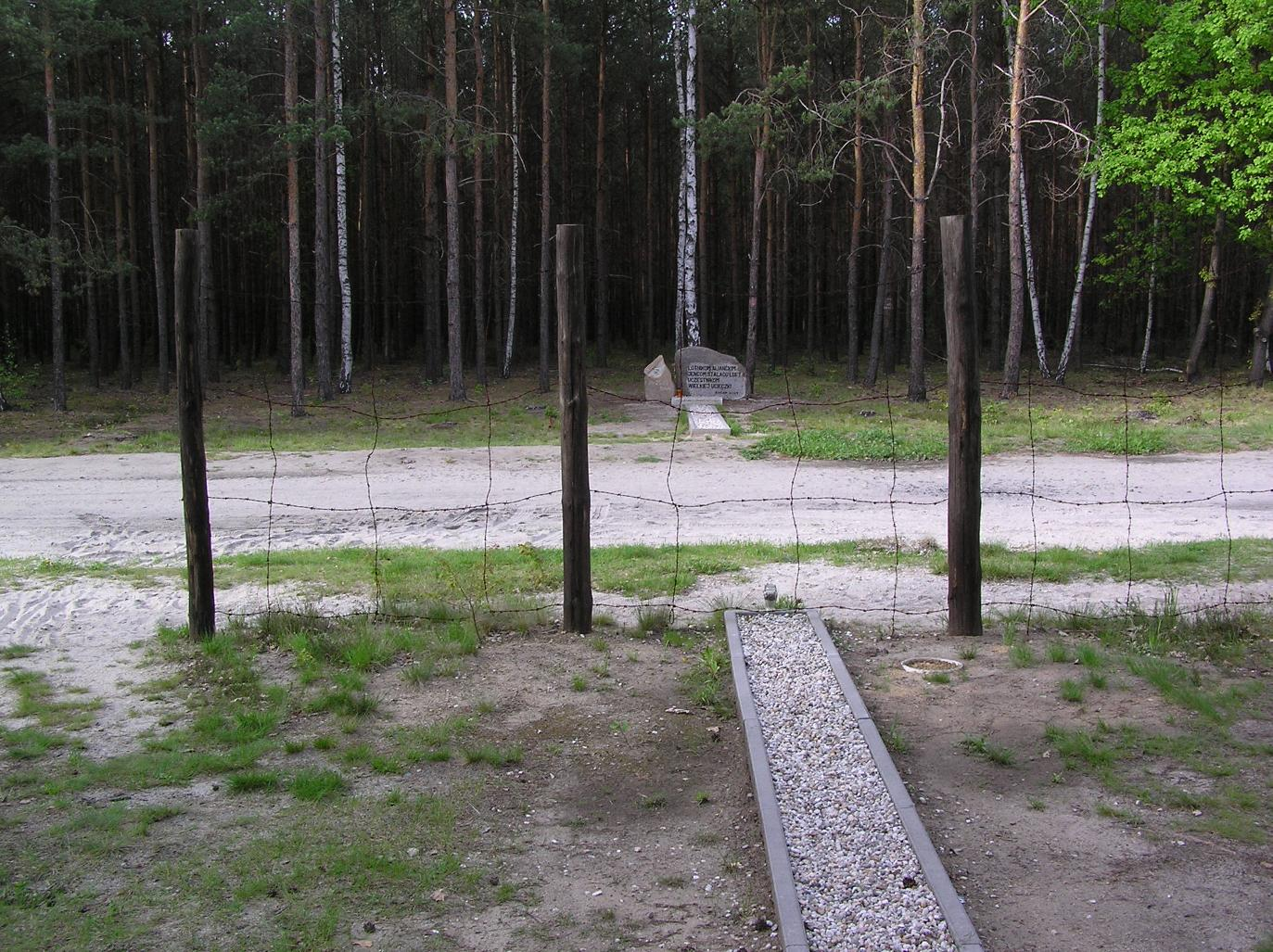
Partie finale du trajet du tunnel Harry avec l'endroit de la sortie et une pierre mémorielle.

Fin février 1944, la Gestapo s'intéresse davantage aux prisonniers de guerre, la punition pour évasion devenant la prison de l'armée ou de la police, certains évadés étant remis à la Gestapo, ce qui peut mener à des exécutions sommaires,. Le personnel du Luft III est de nouveau convaincu qu'on prépare une évasion. Ils détiennent aussi de vagues informations sur les préparatifs, provenant de prisonniers insuffisamment discrets dans leurs lettres ou quand ils causent avec des militaires allemands. Les contrôles s'intensifient. La baraque 104 aussi est scrupuleusement contrôlée, sans qu'on trouve l'entrée du tunnel Harry.
Les Allemands du camp avertissent les prisonniers sur les risques de la part des autorités mais aussi de la part de la population, qui est devenue très hostiles aux Alliés, à cause de leurs bombardements intenses. L'avertissement concerne surtout les évasions en masse, qui provoquent un contrôle généralisée à tout le territoire de l'Allemagne. Les Allemands qui aident les prisonniers leur conseillent même, s'ils veulent s'évader, de le faire en très petit nombre à la fois.
Les prisonniers ne renoncent tout de même pas à s'évader, soit parce qu'ils ne voient dans les avertissements qu'une tentative de dissuassion et ne croient pas que les Allemands enfreindraient la Convention de Genève, soit qu'ils sont convaincus de réussir, soit qu'ils assument n'importe quel risque, en évoquant le devoir de s'évader, ou qu'ils ne supportent plus d'être prisonniers. Par ailleurs, Bushell et quelques autres membres de l'organisation X croient que presque tous ceux qui devront marcher seront repris, mais pour eux, l'évasion est non seulement une éventuelle reconquête de la liberté, mais aussi un défi aux Allemands et une façon de les obliger à affecter le plus possible de militaires à la recherche des évadés.
Le même mois, l'organisation X demande aux quelque 600 participants aux préparatifs de se prononcer s'ils veulent s'évader. 510 candidats se présentent, parmi lesquels deux Français, Raymond Van Wymeersch et Bernard William Scheidhauer. On procède au choix de 200 parmi eux. D'abord, on tire aux sorts 30 de ceux qui ont le plus de chances de se débrouiller après l'évasion, le critère étant la connaissance de l'allemand et/ou d'autres langues, et des évasions antérieures. Les 20 suivants sont tirés au sort parmi ceux qui ont le plus travaillé aux tunnels. Vingt autres sont tirés au sort, parmi ceux qui ont le plus contribué en surface, comme épandeurs de sable, veilleurs, ou dans les ateliers. Les 30 suivants sont choisis de la même façon parmi ceux qui ont été éliminés par les tirages antérieurs. Jusqu'à 200, on tire aux sorts 100 de ceux qui restent.
Le 14 mars, le tunnel Harry est terminé, y compris son puits de sortie, la partie la plus difficile à creuser. Il y a encore 15 centimètres de terre jusqu'à la surface. Les prisonniers étayent la couche restée avec un plancher et ils attendent une nuit propice pour s'évader. Les soupçons et les recherches des Allemands se tournent de plus en plus vers la baraque 104, qui est de nouveau minutieusement fouillée, en vain, mais l'organisation X est désormais convaincue que l'évasion doit avoir lieu le plus tôt possible.
On nomme des prisonniers dont chacun vérifie la préparation pour l'évasion de dix candidats. Ils vérifient s'ils ont une identité et un faux CV et, pour le cas où ils seraient interrogés, ils simulent des interrogatoires. On leur distribue les faux permis, les fausses pièces d'identité et les fausses lettres. La plupart se feront passer pour des travailleurs venus de pays occupés. Ils reçoivent aussi des vêtements civils, des boussoles, des cartes et des valises (ceux qui vont prendre le train), ainsi que de la nourriture, un mélange d'aliments reçus dans les colis, cuits ensemble : sucre, cacao, chocolat, lait condensé, raisins secs, orge, glucose, margarine, biscuits. Ceux qui vont prendre le train, 40 environ, reçoivent aussi de l'argent des quelques milliers de marks allemands reçus de militaires allemands et du MI9. Ceux qui ont les connaissances nécessaires instruisent les autres sur la manière de passer par le tunnel, les coutumes allemandes, les pays où veulent arriver les candidats à l'évasion, les horaires des trains d'après l'indicateur des chemins de fer fourni également par un militaire allemand, et sur les itinéraires. L'équipe des travailleurs sur métal fait plusieurs dizaines de bidons à eau.
L'évasion commence le soir du 24 mars. Les prisonniers doivent passer par le tunnel couchés sur les plates-formes roulantes. Les premiers arrivent au puits de sortie, l'ouvrent avec difficulté et constatent que la sortie n'est pas parmi des arbres, mais, d'après Paul Brickhill, trois mètres avant, selon ce qu'apprendra Guy Walters, à 4,5 mètres et selon les informations recueillies par Tim Carroll, à près de huit mètres. C'est dangereux, parce qu'ils peuvent être vus par la sentinelle d'un mirador qui s'élève à seulement quinze mètres là. De plus, deux gardiens font leur ronde le long de la clôture à l'intérieur du camp et les évadés doivent attendre qu'ils s'éloignent avant de sortir. Une solution est trouvée : on apporte une corde au puits de sortie, l'un de ses bouts y reste et l'autre est pris par un évadé sorti qui se cache derrière un tas de branchages. Le prisonnier sorti signale en tirant la corde quand on peut sortir. Par chance, la sentinelle et les deux gardiens ne regardent pas vers l'extérieur. Les évadés sortent dans l'ordre des tirages aux sorts et partent sur leur trajet. La sortie est ralentie par des événements imprévus : les plate-formes déraillent plusieurs fois à cause des valises des évadés qui la déséquilibrent ; une alerte aérienne survient qui fait éteindre la lumière électrique, et il passe du temps jusqu'à ce qu'on allume des lampes à graisse ; trois éboulements de sable se produisent qui bloquent le tunnel et chaque fois on perd du temps pour le débloquer ; la corde avec laquelle on tire une plate-forme casse une fois ; quelques prisonniers qui souffrent de claustrophobie paniquent et il faut les ramener à l'entrée. À 4 heures 50 du matin, 79 évadés seulement sont sortis, dont 76 sont partis. Les trois autres ne le peuvent plus, parce qu'un soldat passe sur le chemin à l'extérieur du camp, en aperçoit un et, surpris, tire un coup de feu au hasard. Il voit ensuite la sortie, arrête l'évadé numéro 80 qui est en train de sortir et donne l'alerte avec son sifflet. La sentinelle du mirador prévient par téléphone le personnel du camp.

## Le sort des évadés
Pour arrêter les 76 évadés, en Allemagne on déclenche une recherche au niveau du pays. On annonce l'événement à la radio, pour que la population aussi aide à les arrêter, et on mobilise pour cela des milliers de membres de l'armée, des diverses polices, de la Gestapo, etc. Les garde-frontières sont en alerte aux frontières avec la Tchécoslovaquie, la Suisse, la France, la Belgique, les Pays-Bas et le Danemark, ainsi que la marine militaire des ports de la mer Baltique.
En deux semaines, presque tous les évadés sont repris à différentes distances du camp : certains pas loin, d'autres dans des localités d'Allemagne, de Pologne et de Tchéquie. Leur arrestation a été facilitée par un mois de mars inhabituellement froid, avec beaucoup de neige, et les évadés se déplaçant à pied ont été obligés de rester sur les routes,.
Trois seulement échappent à l'arrestation. Deux Norvégiens arrivent sans encombre par le train à Szczecin, un port à la Baltique, de là, cachés sur un bateau suédois, ils passent en Suède, pays neutre, puis vont par avion en Angleterre. Le troisième, un Hollandais, arrive par le train dans sa ville natale mais ne peut pas contacter sa famille, car elle est surveillée par la Gestapo. Il est aidé par les mouvements de résistance de trois pays. Pendant six semaines, il se cache aux Pays-Bas, six autres semaines à Bruxelles, puis il passe en France, se cache à Paris, puis il arrive aux Pyrénées et passe en Espagne, pays neutre également, avec l'aide de maquisards. Il va à Madrid, où il se présente à l'ambassade britannique, qui l'envoie à Gibraltar, d'où un avion l'emmène en Angleterre. Quatre mois sont passés depuis son évasion,.
Après l'évasion, Adolf Hitler veut que tous les évadés soient tués. Hermann Göring obtient qu'on réduise le nombre des futures victimes à plus de la moitié d'entre eux. Dans l'ordre émis par Heinrich Himmler de les tuer, il est précisé que parmi ceux qu'on laissera en vie soient présents ceux considérés comme personnalités prééminentes. Tous sont interrogés par la Gestapo ou par la Kripo (police criminelle) et on choisit ceux qui seront tués. Quinze évadés sont ramenés au Luft III et punis de trois semaines de détention dans la prison du camp. Trois sont emmenés dans un camp de prisonniers de guerre de Barth et cinq, parmi lesquels Raymond Van Wymeersch, au camp de concentration de Sachsenhausen, dans un secteur séparé, où ils ont des conditions de détention plus favorables que les déportés du secteur principal. Quatre d'entre eux et un officier anglais qu'ils y rencontrent creusent un tunnel et s'évadent trois mois après mais sont repris et ramenés,.
| 20 Britanniques  |
| 6 Canadiens      |
| 6 Polonais       |
| 5 Australiens    |
| 3 Sud-Africains  |
| 2 Néo-Zélandais  |
| 2 Norvégiens     |
| 1 Argentin       |
| 1 Belge          |
| 1 Tchécoslovaque |
| 1 Français       |
| 1 Grec           |
| 1 Lituanien      |

En enfreignant gravement la Convention de Genève, les 50 autres, parmi lesquels Bushell et Scheidhauer qui sont ensemble, sont tués en secret par la Gestapo, un ou deux séparément, la motivation donnée officiellement étant l'opposition à l'arrestation ou la tentative d'évasion après l'arrestation,,. Les évadés tués sont incinérés et leurs urnes, sur lesquelles est indiquée la date de leur décès et la localité où ils ont été incinérés, ainsi que les objets personnels qui se trouvaient sur eux sont envoyés au Luft III, pour déterminer les prisonniers à ne plus tenter de s'évader. Le nouveau commandant du camp nommé à la place de l'ancien qui a été démis, permet aux prisonniers de construire un mausolée pour les urnes, avec des matériaux payés par l'ancien commandant. Le 4 décembre 1944, on organise au mausolée une cérémonie mémorielle avec la participation de représentants des prisonniers, de l'adjoint du commandant du camp, d'un membre de la légation de la Suisse et d'un groupe de soldats allemands qui tirent une salve d'honneur,.
L'un des évadés emmenés à Sachsenhausen, Johnnie Dodge (en), parent éloigné de Winston Churchill, est conduit à la frontière suisse et libéré, pour porter un message oral à celui-ci, suggérant que l'Allemagne capitulerait devant les Alliés occidentaux sous certaines conditions favorables pour elle.
En février 1945, les quatre autres emmenés à Sachsenhausen et l'Anglais qui y était sont inclus dans un groupe de prisonniers prééminents tenus en otages, parmi lesquels Léon Blum et Kurt Schuschnigg, l'ancien chancelier de l'Autriche. Ce groupe est emmené en Italie du Nord sans qu'on sache quel sort lui est réservé. Il est finalement délivré par les Américains.
Certains prisonniers du Luft III commencent à creuser un nouveau tunnel, partant de sous la baraque théâtre, et qui arrive sous la clôture. Au début de l'hiver, les prisonniers le ferment, pour s'évader éventuellement plus tard, si leur situation devient trop périlleuse dans le camp. Par ailleurs, le MI9 leur transmet de ne plus s'évader. En janvier 1945, parce que l'Armée rouge approche, les prisonniers sont conduits dans des conditions pénibles, d'abord à pied, puis par des trains de marchandises, dans plusieurs endroits, jusqu'aux environs de Lübeck, où ils sont libérés par une unité britannique le 2 mai 1945.

## Investigations pénales et procès
Le gouvernement britannique apprend pour la première fois la mort de 47 évadés, avec la motivation donnée par les Allemands, quand l'information est transmise par une commission envoyée en mai 1944 au Luft III par la Suisse, puissance protectrice de la Grande-Bretagne. Une note de la part de l'Allemagne précise le nombre des tués à 50, avec la même motivation. Le ministre des affaires extérieures Anthony Eden, qui rapporte l'information à la Chambre des Communes, parle aussi des dires du colonel Massey, rapatrié pour raisons de santé, à la suite de quoi les Britanniques tirent la conclusion que la motivation donnée par les Allemands ne peut être réelle, et communique que l'intention du gouvernement est de trouver les coupables et de les juger.
Après la capitulation de l'Allemagne, une équipe de la Special Investigation Branch (Branche spéciale d'investigations) de la Royal Air Force (Force aérienne royale) commence en août 1945 à chercher en Allemagne des preuves du crime de guerre commis et ceux qui s'en sont rendus coupables. On ne trouve rien jusqu'en mars 1946, lorsqu'un ancien membre de la Gestapo est arrêté à Prague et reconnaît sa participation à l'assassinat de deux évadés arrêtés en Tchéquie. À la suite de recherches ultérieures, on arrête pour l'assassinat des évadés dix-huit membres de la Gestapo et on les défère au tribunal pour crimes de guerre n° 1 de la RAF, leur procès commençant le 1er juillet 1947. À sa fin, treize accusés sont condamnés à mort et exécutés, et les cinq autres reçoivent des peines de prison de différentes durées. En 1948 sont arrêtés et condamnés trois autres individus, dont un seul est emprisonné, les deux autres étant libérés par les autorités britanniques d'occupation, qui considèrent que leur culpabilité n'est pas assez bien prouvée.

## Opinions de participants sur l'évasion
La plupart des évadés qui ont survécu à la guerre jugent positivement la Grande Évasion. En 2004, sept participants vivent encore et sont contactés par Tim Carroll. Des paroles de quatre d'entre eux, il ressort des opinions divergentes sur le bien-fondé de l'évasion. Par exemple, pour Tony Bethell (en), la mort des cinquante est tragique mais habituelle en temps de guerre, et il est d'accord avec Roger Bushell que le but de l'évasion était de harceler l'ennemi et lui provoquer un état de confusion. Sydney Dowse (en) et Mike Shand ont une opinion semblable. Pour Les Brodrick, au contraire, la mort des cinquante, surtout quand il était clair que l'Allemagne allait être vaincue, a été un sacrifice inutile. Conformément à Guy Walters, Alfie Fripp (en) et George Harsh, anciens participants aux préparatifs de l'évasion, ont la même opinion.

## Postérité de la Grande Évasion

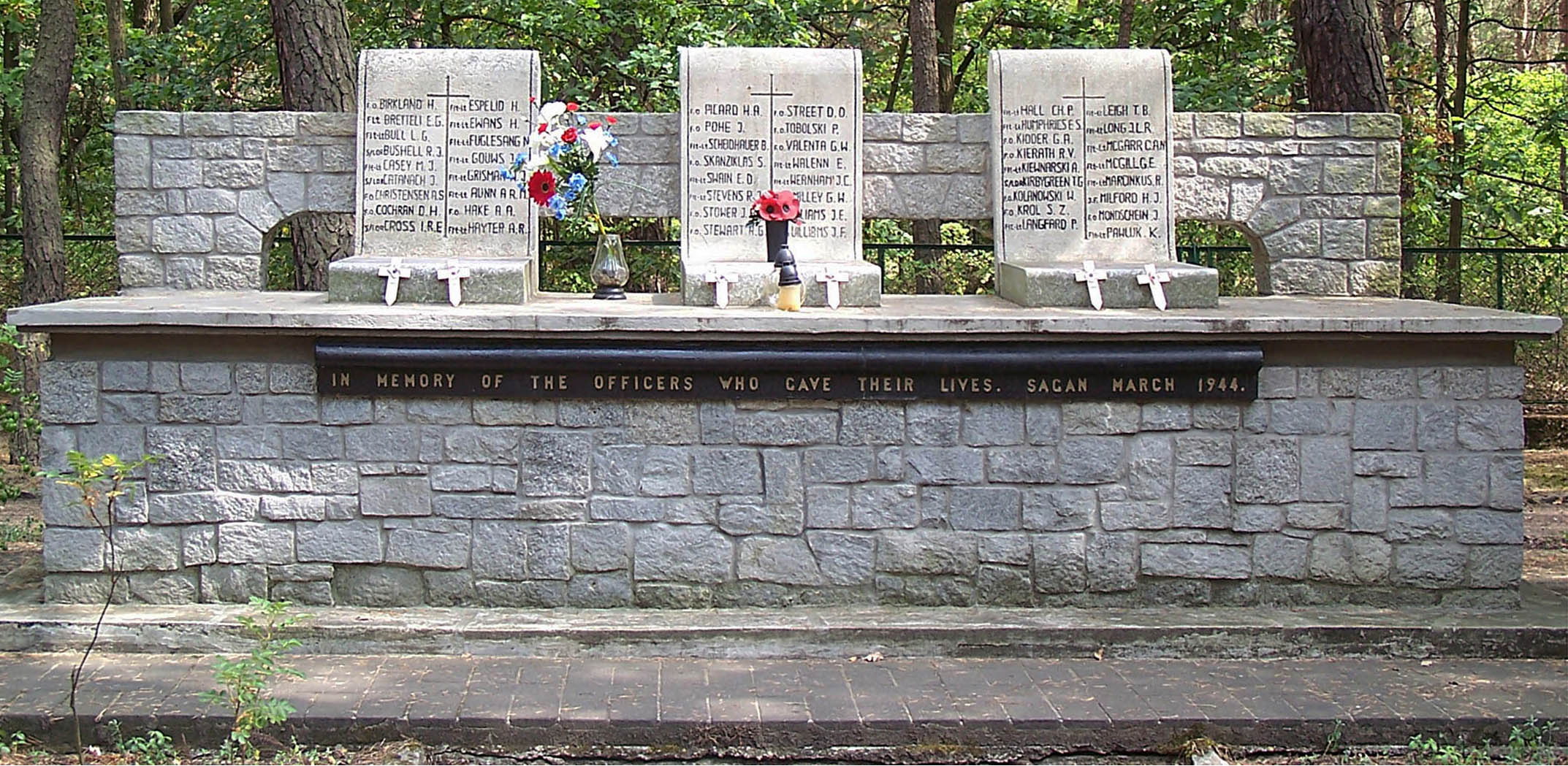
Mémorial des cinquante évadés tués, près de Żagań.

Le souvenir de la Grande Évasion est gardé premièrement par des lieux mémoriaux. Le plus important est le Musée des Camps de Prisonniers de Guerre de Żagań.
Le public a pu connaître en détail la Grande Évasion pour la première fois en 1950, quand a paru le livre de non-fiction The Great Escape, de Paul Brickhill. Il avait lui-même été prisonnier au Luft III et avait participé aux préparatifs de l'évasion. Il avait d'abord été veilleur, puis creuseur mais il s'était avéré claustrophobe et était devenu chef des veilleurs des faussaires. On ne lui avait pas permis de s'évader, parce qu'il risquait de paniquer dans le tunnel et déranger les autres.
Le livre de Paul Brickhill a constitué la base du scénario du film américain La Grande Évasion de 1963, du réalisateur américain John Sturges, où la fiction détient un grand poids par rapport à la réalité.
Une nouvelle mise à l'écran de l'événement est un film américain de télévision en deux parties, de 1988, The Great Escape II: The Untold Story (La Grande Évasion II : L'histoire non dite). Sa seconde partie est consacrée à la recherche et à la punition des coupables de l'assassinat des cinquante évadés. Ce film aussi contient beaucoup d'éléments de fiction.
En 2011, un film documentaire britannique de télévision, Digging of the Great Escape (fouilles de la Grande Évasion) a été réalisé lors des recherches à l'emplacement de l'ancien camp Luft III. Y ont participé des archéologues, des ingénieurs, des spécialistes de la RAF et d'anciens prisonniers. Des restes des tunnels et d'objets utilisés par les prisonniers ont été retrouvés au cours de ces fouilles, y compris ceux d'un radiorécepteur. Cela a également été l'occasion de reconstituer des activités des prisonniers : le creusement d'un fragment de tunnel et son étaiement, la construction d'une pompe à air et d'une plate-forme roulante, la confection d'une boussole, la falsification de documents, etc., avec des matériaux et des méthodes décrits dans le livre de Paul Brickhill. La reconstitution de la plate-forme a permis d'expérimenter le déplacement dans le tunnel.

### Lecture supplémentaire
- (en) Barris, Ted, The Great Escape: A Canadian Story [« La Grande Évasion. Une histoire canadienne »], Dundurn, 2013 (ISBN 9781771022729, lire en ligne)
- Politi, Caroline, « Cette nuit où 76 aviateurs se sont enfuis par un tunnel d’un camp nazi... La vraie histoire derrière « La Grande évasion » », 20 minutes,‎ 2 août 2023 (lire en ligne, consulté le 2 septembre 2024)
- (en) Robertson, Joshua, « Australian 'Great Escape' survivor Paul Royle dies in Perth aged 101. Former RAF pilot was the penultimate surviving member of a group of 76 prisoners who escaped a Nazi prison camp in Poland during second world war » [« Le survivant australien de la Grande Évasion Paul Royle décédé à Perth à l'âge de 101 ans. L'ancien pilote de la RAF était l'avant-dernier membre survivant qui s'était évadé d'un camp nazi de Pologne pendant la Seconde guerre mondiale »], The Guardian,‎ 27 août 2015 (lire en ligne, consulté le 2 septembre 2024)
- (en) Slotnik, Daniel E., « Dick Churchill, Last Survivor of ‘The Great Escape,’ Dies at 99 » [« Dick Churchill, le dernier survivant de la Grande Évasion décède à 99 ans »], The New York Times,‎ 26 février 2019 (lire en ligne, consulté le 2 septembre 2024)